# Benjamin Rumsey
Benjamin Rumsey (* 6. Oktober 1734 in Bohemia Manor, Cecil County, Provinz Maryland; † 7. März 1808 in Joppa, Maryland) war ein US-amerikanischer Jurist und Politiker. In den Jahren 1776 und 1777 war er Delegierter für Maryland im Kontinentalkongress.

## Werdegang
Benjamin Rumsey absolvierte das Princeton College, die spätere Princeton University. Nach einem anschließenden Jurastudium wurde er als Rechtsanwalt zugelassen. Ob er tatsächlich in diesem Beruf gearbeitet hat, wird in den Quellen nicht angegeben. Noch vor 1768 ließ er sich in Joppa nieder, das für den Rest seines Lebens sein Hauptwohnsitz blieb. Seit 1771 saß er im kolonialen Abgeordnetenhaus von Maryland. In den 1770er Jahren schloss er sich der Revolutionsbewegung an. Zwischen 1774 und 1776 gehörte er einigen revolutionären Gremien an. In den Jahren 1776 und 1777 vertrat er Maryland im Kontinentalkongress. Nach der 1778 erfolgten Gründung des Maryland Court of Appeals wurde Benjamin Rumsey als Chief Justice dessen Vorsitzender Richter. Dieses Amt bekleidete er zwischen 1778 und 1805. Dann trat er von diesem Posten zurück. Er starb am 7. März 1808 in Joppa.